# Искалиев, Гали Нажмеденович
Гали Нажмеденович Искалиев (каз. Ғали Нәжімеденұлы Есқалиев; род. 6 февраля 1970, село Таловка, Жанибекский район, Уральская область) — государственный деятель Казахстана, экономист, аким Западно-Казахстанской области (2019—2022).

## Биография
Отец — Искалиев, Нажамеден Ихсанович был главой Западно-Казахстанской областной администрации в период февраль 1992 — январь 1993.
1993 — старший эксперт Научно-производственного предприятия Приурального агропромкомбината.
1994—1998 — старший экономист, начальник отдела Западно-Казахстанского управления банка «Туран-Алем».
1998—2003 — директор Уральского филиала ОАО «Темирбанк».
С января 2003 по февраль 2004 года — начальник Западно-Казахстанского областного департамента поддержки и развития предпринимательства.
С февраля 2004 по июнь 2006 года — руководитель Западно-Казахстанского регионального инвестиционного центра «Градиент».
С июня 2006 по март 2008 года — управляющий директор АО «Банк развития Казахстана».
С марта 2008 по июнь 2009 года — вице-президент АО «Банк развития Казахстана»
С июня 2009 по 2011 год — председатель правления АО «Банк развития Казахстана»
12 марта 2012 года — распоряжением акима Жамбылской области Каната Бозымбаева назначен на должность заместителя акима области.
С июня 2014 по сентябрь 2016 года — заместитель акима Актюбинской области.
С 2017 по 2018 год — директор ТОО «Центр экспертизы проектов развития г. Астаны»
С мая 2018 по январь 2019 года — руководитель Управления регенерации городской среды г. Астаны.
С января 2019 года — первый заместитель акима Западно-Казахстанской области.
С 13 июня 2019 по 2 декабря 2022 года — аким Западно-Казахстанской области.